# اوگو تورس
اوگو تورس (اسپانیایی: Hugo Torres‎؛ زادهٔ ۹ ژوئیهٔ ۱۹۴۵) بازیکن فوتبال اهل گواتمالا بود.
وی همچنین در تیم ملی فوتبال گواتمالا بازی کرده است.